# Hořec panonský
Hořec panonský (Gentiana pannonica) je druh vzácně se vyskytující středně vysoké rostliny s modrofialovými květy, v Česku ji lze spatřit převážně jen v chráněných územích Šumavy.

## Rozšíření
Osídluje výhradně horské až vysokohorské biotopy, které musí splňovat mnohé specifické faktory. Pochází z Alp v jejíchž prostoru se vyskytuje dodnes, roste ve Švýcarsku, Německu, Rakousku, Itálii a Slovinsku. Mimo to ještě i v České republice na Šumavě; ojediněle se vyskytuje i v Krkonoších a Hrubém Jeseníku, kde byl vysazen uměle. Neúspěšně byl vysazen i na Králickém Sněžníku.
Na Šumavu se hořec panonský, glaciální relikt, dostal počátkem holocénu (asi před 10 000 tis. léty), koncem poslední doby ledové, kdy odlesněné území dovolovalo této světlomilné rostlině úspěšnou migraci z Alp. Následné nové přírodní podmínky, vznik zapojeného lesa, vyhradily hořci panonskému pro přežití jen kotle ledovcových jezer, kde geologické vlastnosti nedovolily vyrůst mohutnějším rostlinám. S příchodem lidí dochází k odlesňování, tento druh se počal spontánně šířit a v 19. století rostl téměř na všech šumavských loukách.
Po poznání léčivého účinku jeho kořene začal být hromadně sbírán a ve 30. létech 20. století již zůstalo jen pár zbytkových lokalit. Po vysídlení Šumavy koncem 50. let se opět pomalu areál jeho výskytu rozšiřoval, to ale pravděpodobně následkem plošných emisí v 70. létech ustalo. V poslední době je jeho počet i velikost populací poměrně stabilní. Mimo relativně větších počtů rostlin v oblastech Šumavských plání jsou ještě menší v Královském hvozdu na česko-bavorském pomezí a Trojmezenské hornatině na jihovýchodě Šumavy, na těchto lokalitách se hořec panonský rozmnožuje převážně jen vegetativně. Uchycení mladých semenáčků bylo pozorováno jen v karech Černého a Plešného jezera a meandru Modravského potoka.
Šumavská místa s největším výskytem hořce panonského jsou horské pastviny a louky svazu Violion caninae, roztroušeně je také k nalezení v údolích horských potoků a karech ve společenstvech svazů Calamagrostion villosae a Dryopterido-Athyrion. Nejvíce lokalit se nachází v nadmořské výšce 1000 až 1100 m. Šumava je jeho nejsevernějším přirozeným výskytem.

## Popis
Je to vytrvalá bylina se šikmo rostoucím silným nahnědlým oddenkem a s mnoha pevnými kořeny. Z vícehlavého oddenku vyrůstá přízemní růžice, mající v průměru až 150 cm, dlouze řapíkatých listů s úzkou podlouhlou čepelí. Z růžice vybíhá přímá nevětvená lodyha, která dosahuje výšky od 10 až po 85 cm, vyrůstají z ní až 10 cm dlouhé lodyžní listy s čepelemi souběžně žilkovanými.
Květy vyrůstají po 5 až 8 ve strboulu na konci lodyhy a dále ještě v obdobném počtu ve shlucích v paždích jednoho až čtyř hořejších lodyžních listů. Zvonkovitý kalich je srostlý, většinou s pěti až šesti nazpět ohnutými cípy. Nálevkovitá, nejčastěji pěticípá až šesticípá koruna dlouhá 25 až 50 mm bývá tmavě nachová až nachově fialová s temně fialovými tečkami. Nitky stejného počtu tyčinek jsou přirostlé k dolní části koruny a prašníky jsou srostlé v trubku obklopující čnělky. Svrchní semeník je tvořen dvěma plodolisty, blizny vyčnívají nad prašníky. Kvete od července do září, opylován je hmyzem s dlouhým sosákem, nejčastěji čmeláky. Plodem je jednopouzdrá tobolka obsahující 200 až 300 semen čočkovitého tvaru o velikosti 5×3 mm.

## Význam
Kořen hořce panonského se v minulosti sbíral pro své léčivé účinky, odstraňoval nadýmání a pomáhal při zánětu žaludku a žaludeční slabosti. Obsažené glykosidní hořčiny (hlavně gentiopikrin a gentiamarin), silice a třísloviny působí povzbudivě při vylučování trávicích šťáv a zvyšují tvorbu žluče. V současnosti je jeho sběr zakázán zákonem.

## Ohrožení
Hořec panonský se vyskytuje v České republice pouze na několika málo lokalitách Šumavy a jeho počty se nezvyšují. Proto je v "Černém a červeném seznamu cévnatých rostlin ČR" uváděn hořec panonský jako silně ohrožený druh C2 – (EN).